# Curium-246
Curium-246 of 246Cm is een instabiele radioactieve isotoop van curium, een actinide en transuraan element. De isotoop komt van nature niet op Aarde voor.
Curium-246 kan ontstaan door radioactief verval van americium-246, berkelium-246 of californium-250.
{\displaystyle {\ce {{^{246}_{95}Am}->{^{246}_{96}Cm}+{e^{-}}+{\bar {\nu }}_{e}}}}
{\displaystyle {\ce {{^{246}_{97}Bk}->{^{246}_{96}Cm}+{e^{+}}+{\nu }_{e}}}}
{\displaystyle {\ce {{^{250}_{98}Cf}->{^{246}_{96}Cm}+\,_{2}^{4}\alpha }}}

## Radioactief verval
Curium-246 vervalt hoofdzakelijk onder uitzending van alfastraling tot de radio-isotoop plutonium-242:
{\displaystyle {\ce {{^{246}_{96}Cm}->{^{242}_{94}Pu}+\,_{2}^{4}\alpha }}}
De halveringstijd bedraagt 4756,47 jaar.
231Cm · 232Cm · 233Cm · 234Cm · 235Cm · 236Cm · 237Cm · 238Cm · 239Cm · 240Cm · 241Cm · 242Cm · 243Cm · 243mCm · 244Cm · 244mCm · 245Cm · 245mCm · 246Cm · 247Cm · 248Cm · 249Cm · 249mCm · 250Cm · 251Cm · 252Cm